# Operazione tuono
Operazione tuono (Thunderball, 1961), anche noto come Thunderball, operazione tuono, è l'ottavo romanzo dello scrittore britannico Ian Fleming con protagonista James Bond.
È l'esito di un soggetto originale che Fleming aveva scritto con Kevin McClory e Jack Whittingham per un film che sarebbe dovuto uscire nel 1962. La pubblicazione anticipata del romanzo fu la causa di una disputa legale che, salomonicamente, lasciò i diritti editoriali allo scrittore e quelli cinematografici ai due ex soci.
Fa parte della trilogia della SPECTRE, che comprende anche i romanzi Al servizio segreto di sua maestà e Si vive solo due volte.
In Italia è stato inizialmente pubblicato con il titolo di Operazione tuono. Il titolo originale è stato aggiunto nelle edizioni successive all'uscita del film Agente 007 - Thunderball: Operazione tuono.

## Trama
M è preoccupato per la salute del suo agente James Bond e gli ordina un periodo di recupero nella clinica Shrublands.
Nel frattempo a Parigi, in un edificio situato in Boulevard Haussmann, appartenente alla società "FIRCO" (Fraternitè Internationale de la Résistance contre l'Oppression), si svolge una riunione del gruppo criminale SPECTRE per progettare il furto di un aereo NATO che trasporta due testate nucleari, di cui è incaricato Emilio Largo, il N.2 dell'organizzazione. Il misterioso presidente Ernst Stavro Blofeld, denominato N.1, uccide il N.12 fulminandolo sulla poltrona, per aver violentato la figlia di un personaggio importante, rapita dall'organizzazione al fine di chiedere un riscatto.
Bond si reca malvolentieri in clinica, dove salva un'infermiera che sta per essere travolta dall'auto del conte Lippe. L'agente si incuriosisce e inizia a indagare sul conte. Scopre che fa da guardia a un misterioso paziente, che si rivelerà la pedina principale del piano della SPECTRE. 007 subisce un attentato tramite la manomissione del suo tavolo di trazione e si vendica alzando la temperatura della sauna del conte, ustionandolo. Lippe, dimesso dall'ospedale, vorrebbe uccidere Bond, ma la SPECTRE non lo ritiene più affidabile e lo uccide facendo esplodere l'auto di cui è alla guida con una granata.
Intanto l'osservatore NATO incaricato di salire a bordo dell'aereo è stato eliminato e sostituito da un sosia: il misterioso paziente della clinica custodito da Lippe. Il furto dell'aereo e delle bombe va a segno e la SPECTRE chiede un'ingente somma di denaro, minacciando di distruggere città negli Stati Uniti e in Inghilterra. Bond giunge a Nassau sulle tracce di Dominetta Vitali (Domino), amante di Largo e sorella dell'osservatore NATO. 007 è convinto che le bombe si trovino sul Disco volante, l'imbarcazione di Largo. Con l'aiuto di Domino, che vuole vendicare la morte del fratello, riesce a sventare il piano della SPECTRE e a uccidere Emilio Largo dopo una spettacolare battaglia subacquea.

## Personaggi
- James Bond
- Ernst Stavro Blofeld, fondatore della SPECTRE, personaggio ricorrente nella Trilogia della SPECTRE
- Emilio Largo, N.2 della SPECTRE
- Giuseppe Petacchi, osservatore NATO
- Dominetta Vitali, detta Domino, compagna di Largo e sorella di Petacchi
- Conte Lippe, ospite della clinica Shrublands, membro della SPECTRE
- Patricia Fearing, infermiera
- Felix Leiter, investigatore dell'agenzia Pinkerton
- M, direttore dei servizi segreti britannici, personaggio ricorrente nella serie

## Edizioni
- Ian Fleming, Operazione Tuono, traduzione di Oreste Del Buono, collana "R65", Garzanti, 1965.

## Adattamenti cinematografici
Dal soggetto originale da cui è tratto il romanzo è stata sviluppata la sceneggiatura di due film:
- Agente 007 - Thunderball (Operazione tuono), regia di Terence Young (1965)
- Mai dire mai, regia di Irvin Kershner, remake del 1983

Sean Connery interpreta James Bond in entrambe le pellicole; la seconda però non fa parte della serie prodotta dalla EON Productions di Albert R. "Cubby" Broccoli e dalla United Artists. Quindi, è considerato un film apocrifo della saga di 007.